# Voleibolni Klub Kuzbass
O Voleibolni Klub Kuzbass (em russo:  волейбольный клуб Кузбасс), também conhecido como VK Kuzbass Kemerovo, é um time russo de voleibol masculino da cidade de Kemerovo. Atualmente disputa a Superliga Russa.

## Histórico
Na primavera do ano de 2008, a holding Siberian Business Union apresentou a proposta de fundar departamento de voleibol profissional em Kuzbass, contou com apoio de Aman Gumirovich Tuleev,na época governador da região de Kemerovo, endossada pela Federação Russa de Voleibol. O primeiro vice-governador Valentin Petrovich Mazikin foi eleito o primeiro presidente do clube, sendo contratado para compor o elenco os jogadores profissionais de outras cidades. Os patrocinadores da equipe de voleibol Kuzbass são a CJSC Holding Company SDS, a OJSC Holding Company SDS-Ugol, a OJSC Holding Company SDS-Mash e a OJSC Holding Company Novotrans
Em 2008, a equipe  disputou a Liga A do Campeonato Russo. Além de jogadores juvenis: Fedor Sukhatsky, Pavel Pechersky e Sergey Bragin, trouxeram jogadores conhecidos para atuar na Super Liga e na Liga Principal "A", como Alexei Bardok e Vitaliy Izbitsky, conhecidos por jogar no Novosibirsk "se mudaram de Yaroslavich" Lokomotiv ”e Nizhnevartovsk“ Samotlor ”Stanislav Gorbatyuk e Sergey Lomako, ex-jogador do MGTU Vyacheslav Kurguzov, Ufimets Sergey Matveev, além de Yevgeny Khrishchuk do Gazprom-Ugra e Yuri Zinko que jogaram por vários anos no GUV Krasnodar-Dinâmico Michael Shcherbakov, finalizando na terceira posição.
No final da primeira temporada anterior, a diretoria do clube esmerou-se para se fortalecer para o período seguinte, e em 2009, Alexander Shadinov, Yaroslavich Yaroslav, Nenad Simeunovich, Vyacheslav Kochurov, Evgeny Galatov e  Dmitry Halosha se juntou às fileiras dos jogadores, na liga principal “A”, “Kuzbass” ficou em 2º lugar com igual número de pontos marcados com o GUVD “Dynamo” e conquistou o direito de jogar na divisão mais forte do campeonato do país - Super Liga.
Com o lançamento do Kuzbass na Super Liga em 2010, o clube começou a adotar uma política de fortalecer qualitativamente a lista digna de lutar em igualdade de condições com os rivais na elite da divisão russa. Os jogadores experientes Dmitry Bagrey e Konstantin Poroshin, que tinham experiência na Super Liga, foram convidados para a equipe. O ex-jogador da seleção russa Vladimir Melnik chegou no clube, foi contratado por Vitaliy Evdoshenko, assim como o maior pontuador da equipe do MSTU, Pavel Moroz. Mas as principais aquisições do clube foram o campeão olímpico de 2008 David Lee, além de capitão da equipe alemã, o três vezes melhor jogador de vôlei alemão (2004, 2005 e 2006) Björn Andrae.
No mesmo ano de 2011, em 22 de janeiro, foi inaugurado a Arena IC, com capacidade para 2.000 espectadores, e o primeiro evento no novo complexo esportivo foi o All-Star Game da Super Liga Russa. Apesar do fato de a equipe não ter entrado nos playoffs, Kuzbass marcou 10 vitórias em 12 jogos disputados, o que permitiu ao clube manter uma autorização de residência na Super Liga.
Antes da temporada 2011/2012, vários jogadores deixaram a equipee não houve uma reposição a altura, trazendo o ilustre capitão da equipe nacional russa Konstantin Ushakov e o principal jogador da seleção francesa, um dos melhores jogadores anfitriões da Liga Mundial de 2011, Samuel Tuia. Do Ecaterimburgo Lokomotiv-Izumrud, ingressaram no time: Vyacheslav Tarasov, Vyacheslav Makhortov e Andrei Krasnopyorov, também foi contratado o libero Gleb Kashitsyn oriundo do Lokomotiv-Belogorye.  
A temporada 2011/2012 torna-se “ouro” para os torcedores, mas prata para os resultados da Copa da Rússia, onde Kuzbass ocupa o segundo lugar, perdendo para Novosibirsk Lokomotiv. Além disso, no início da temporada, “Kuzbass”, de acordo com os resultados do sorteio com a mesma “Locomotiva”, recebe a Taça do Governador da região de Kemerovo.  
A temporada regular foi mista para a equipe. Tendo iniciado com sucesso “Vostok” e “Kuzbass” em sua zona, depois de um desempenho bem-sucedido (e prata para o clube jovem certamente pode ser considerado um sucesso) na Copa da Rússia-2011, diminuiu um pouco, o que não permitiu que a equipe Kemerovo entrasse nos playoffs. Mas nos jogos restantes, o "Kuzbass" conseguiu convencer todos os rivais de que o lugar do clube Kemerovo na Super League está fora de dúvida. Tendo tomado as rédeas do treinador em suas próprias mãos, Denis Matusevich conseguiu sintonizar o time em uma onda vitoriosa, e a temporada de Kuzbass terminou com vitórias em jogos em casa. Assim, Kuzbass reafirmou seu direito de participar da divisão de maior prestígio do campeonato do país na próxima temporada.
Além disso, em 2012, os jogadores do Kuzbass Pavel Moroz e Konstantin Ushakov foram convidados para o tradicional “Match of the Stars”, onde jogavam pelo time do Leste. No "fim de semana das estrelas", Pavel Moroz se torna o vencedor dos concursos de Melhor Striker Strike (do programa Konstantin Ushakov) e o vencedor do concurso Cannon Serve (114 km / h), que é um triunfo indiscutível do estreante de tais eventos.
Quatro jogadores da equipe Kemerovo são convidados para suas equipes nacionais em 2012 - Pavel Moroz e Konstantin Ushakov jogam na Liga Mundial pelo time russo, e Björn Andrae e Samuel Tuia pela Alemanha e França, respectivamente. Além disso, Pavel Moroz na temporada 2011/2012 se torna o jogador mais produtivo do campeonato da Rússia.
Em 2012, Kuzbass mantém a base da equipe, incluindo os dois legionários, mas novamente produz seleção de pontos. Então, o bicampeão da Universiade (2009, 2011), o campeão mundial entre juniores-2005, o campeão da juventude mundial-2006, o medalhista de prata do campeonato mundial-juventude-2007 Sergey Bagrey, o vencedor da World Universiade-2009 Aleksey Lipezin é convidado e Vyacheslav Kurguzov retornará à equipe que foi o capitão do clube Kemerovo na temporada 2009-2010. Ilya Parkhomchuk, que jogou pelo Lokomotiv-Izumrud e bicampeão da Copa da Rússia Anton Dubrovin de Novosibirsk Lokomotiv, também é convidado para a equipe. Alexey Bardok, que faz parte da equipe desde a sua fundação, deixou a equipe - ele voltou para sua cidade natal, Yekaterinburg. Vitaliy Izbitsky, que agora jogará pelo VK Tyumen, também foi embora.
Na Copa da Rússia em 2012, Kuzbass não diferiu em resultados bem-sucedidos, tendo completado a luta já na fase preliminar. A temporada regular não foi das melhores para a equipe de Kemerovo. De acordo com seus resultados, "Kuzbass" recebeu o 11º número de semeadores na grade dos playoffs, o que significou a participação do nosso clube nas finais de 1/8, onde o Krasnodar "Dynamo" se tornou o rival do time de Denis Matusevich, que eliminou nosso clube nos jogos de playoff nos jogos anteriores. temporada, além de ter um número de semeadura mais alto nos playoffs atuais - o sexto. No entanto, o “Kuzbass” fez uma grande aposta no jogo de convidados em Krasnodar, tendo vencido lá em quatro jogos. Então, em casa, os moradores de Kemerovo jogaram um jogo difícil, ganhando um ingresso para as quartas-de-final na quinta edição e se vingando dos jogadores de vôlei de Krasnodar na temporada 2011/2012. Agora, os sulistas tinham que jogar a partida em jogos tão desagradáveis.
O destino de Kuzbass no torneio acabou sendo difícil. Nas quartas de final, a equipe de Kemerovo teve que lutar com o Zenit-Kazan. Apesar do fato de o clube de Kazan ser o favorito indiscutível nesse par, os jogadores de voleibol de Denis Matusevich foram capazes de mostrar seu personagem e vencer um jogo da série. E mesmo que não houvesse mais "Kuzbass", nosso clube poderia colocar essa série em segurança. Nas meias-finais de 5 a 8 lugares, tivemos que jogar com um vizinho geográfico - Novosibirsk "Locomotive". E aqui também, “Kuzbass” conseguiu vencer um jogo, mas o 1: 3 final da série a favor dos ferroviários traçou uma linha durante a temporada do nosso clube, deixando a equipe em 8º lugar na Super Liga 2012/2013.
Antes do início desta temporada, a composição da equipe mudou significativamente. Líderes de longo prazo, como Pavel Moroz, Björn Andre, deixaram a equipe; o capitão da equipe Konstantin Ushakov, que passou a treinar, completou sua carreira atlética. O clube recebeu 9 novos jogadores de vôlei, incluindo o atual campeão europeu e o vencedor da Liga Mundial na seleção russa, Sergey Makarov, o vencedor e o melhor jogador da Liga dos Campeões na temporada passada, a diagonal sueca Markus Nilsson, um dos jovens jogadores mais promissores da Europa, o jogador francês Dublin Erwin Ngapet , ex-jogador da Austrália Igor Yudin. Seus veteranos permaneceram no time - Shcherbakov, Poroshin e Galatov, o fichário que Alexey Bardok retornou ao clube. Além disso, a comissão técnica era liderada pelo famoso mentor francês Eric Ngapet.
A temporada acabou sendo difícil para a equipe de Kemerovo. O casal Ngapetov não mostrou muito sucesso em seu trabalho, como resultado, em janeiro, o jogador Erwin deixa o time, e Björn Andrae, o favorito do público Kemerovo, volta com prazer ao seu lugar. E em fevereiro, ele deixa o cargo de treinador em conexão com os resultados não mais bem-sucedidos do clube e de Eric. Mais uma vez, Denis Matusevich é levado para "salvar" o time, que imediatamente equilibra o jogo do time e torna o Kuzbass pronto para o combate na arena doméstica. Apesar do sexto lugar no subgrupo após os resultados da temporada regular, os jogadores de vôlei do Kemerovo conseguiram encontrar o entendimento necessário no início dos playoffs e foram para os jogos decisivos em plena prontidão de combate, o que foi sentido diretamente pelo oponente na primeira rodada dos playoffs - Krasnodar " Dínamo. " Equipas para quem o encontro na primeira rodada dos playoffs já se tornou tradicional (como nos dois campeonatos anteriores), novamente mostrou uma luta inflexível. Durante a série, até três vitórias, a iniciativa passou duas vezes de mão em mão para um dos clubes. Mas, na final, nossos jogadores se mostraram um pouco mais persistentes e sortudos, que pela primeira vez em sua história estavam entre os 6 times mais fortes da Rússia.
Outra participação no "Final 6" também se mostrou digna. Depois de mostrar um bom jogo com "Belogorye", o "Kuzbass" conseguiu acreditar em si mesmo e já no próximo jogo contra o "Dynamo" de Moscou, os jogadores do Kemerovo forçaram os jogadores de vôlei da capital a fazer todos os esforços para derrotar o nosso time. O jogo final da temporada foi um encontro com o "Gubernia" pelo 5-6º lugar. E aqui Kemerovo teve chances suficientes para vencer. Mas, no entanto, Nizhny Novgorod mostrou-se um pouco mais bem-sucedido em momentos importantes, e no quinto jogo a partida terminou em vitória para o oponente. "Kuzbass" estava a um passo de um sucesso histórico nas competições europeias, mas até agora não foi capaz de dar esse passo. No entanto, durante uma conversa pós-temporada tradicional com a gerência do clube, foi anunciado que a temporada era difícil, mas seus resultados foram extremamente positivos.  
O jogo bem-sucedido da equipe no final da temporada anterior fez a gerência do clube pensar em como preservar a espinha dorsal da equipe e fortalecê-la com precisão, o que foi feito. A equipe deixou Konstantin Poroshin, Dmitry Shestak, Dmitry Kovyryaev, Igor Yudin e Vyacheslav Kurguzov. Em seu lugar, foram convidados Alexander Kritsky, atual campeão da Rússia Alexander Mochalov, vencedor da Liga Mundial de 2011 como parte da seleção russa Khachatur Stepanyan, além de jogadores promissores de Yaroslavich - Inal Tavasiev e Andrei Kolesnik. Denis Matusevich, que, durante a última temporada, finalmente decidiu permanecer na carreira de treinador, está preparando a equipe para a nova temporada na companhia de Vladimir Nikolayevich Babakin, que voltou a Kuzbass após um ano de folga e trabalhou como treinador no Torpedo Chelyabinsk, bem como Andrei Anatolyevich Shukh. A equipe realizou treinamento de pré-temporada na Crimeia, na cidade de Alushta. As tarefas da temporada enfrentaram o time dois - o mínimo e o máximo. A barra mínima era tradicional - entrar no número de participantes nos playoffs, ou seja, os oito mais fortes. E o desejo máximo foi declarado em competições européias, ou seja, uma tentativa de conquistar um lugar não inferior ao quinto.
A temporada não foi fácil para o time. O início do campeonato russo foi muito bem-sucedido - a equipe conseguiu ficar em 2º lugar na tabela intermediária, após 9 rodadas obteve 7 vitórias e todos os pré-requisitos para cumprir o objetivo principal. Mas então a equipe experimentou uma recessão, uma série de perdas insultuosas de pontos e derrotas começaram, o que afetou negativamente a posição do torneio. No entanto, até o final da temporada regular, a equipe de Denis Matusevich voltou a trabalhar e, de acordo com os resultados da última rodada, conseguiu o quinto lugar, o que permitiria uma luta confortável nos playoffs. Mas, infelizmente, no jogo decisivo, “Kuzbass” perdeu em Surgut, ficou em 8º lugar na temporada regular, tendo completado a tarefa mínima da temporada e entrado no Belogorye na primeira rodada dos playoffs. A reunião com o clube Belgorod foi realizada por trás da clara vantagem do favorito, mas havia jogos pela frente para 5-8 lugares. O rival nas meias-finais deste torneio foi Novosibirsk "Lokomotiv", que, após uma série de confrontos, superou Kuzbass e enviou nossa equipe para a 8ª posição final. No entanto, havia algo para se orgulhar na temporada regular. Mikhail Shcherbakov, que se tornou o melhor em número de "capas" após 26 rodadas, mostrou excelente desempenho no bloco.
Na Copa da Rússia em 2014, o Kuzbass teve um ótimo desempenho. Sem problemas, as alas de Denis Matusevich chegaram à "Final 6", mas no torneio final em Belgorod, nenhum sucesso foi alcançado. "Kuzbass" caiu em um grupo pesado com Moscou "Dynamo" e os anfitriões do torneio - "Belogorye" e, portanto, os cidadãos de Kemerovo não entraram no palco da luta por medalhas.Como resultado da temporada 2014/2015, foi decidido se separar imediatamente de 10 jogadores, incluindo jogadores de clubes de longo prazo, como Evgeny Galatov, Alexey Bardok. O capitão Sergey Makarov, principal veterano do time Mikhail Shcherbakov, bem como Khachatur Stepanyan e Inal Tavasiev, que trabalharam bem na temporada encerrada, permaneceram no clube.
Antes do início da temporada 2015/2016, o Kuzbass abalou substancialmente sua lista. Apenas 10 novos jogadores entraram no campo do clube de vôlei de Kemerovo. Jogadores experientes Alexander Krivets, Maxim Shpilev, Nikolay Leonenko vieram para a equipe. Os promissores jogadores de vôlei russos Romanas Shkulyavichus e Anton Karpukhov foram convidados para uma cooperação de longo prazo. A vaga do único legionário foi ocupada pelo jovem libero finlandês Lauri Kerminen - um dos melhores jogadores em seu papel no vôlei mundial da temporada passada. Dmitry Krasilnikov foi convidado a ajudar Sergei Makarov a liderar o jogo “Kuzbass”, Dmitry Shestak voltou à sua cidade natal, Kemerovo. Um experiente e intitulado diagonal Maxim Zhigalov foi alugado da Belgorod "Belogorye".
Apesar da aparente inelegibilidade da lista, devido a um grande número de mudanças na equipe dos jogadores, Kuzbass começou a jogar muito bem desde o torneio de pré-temporada - a Victory Cup, que se tornou a primeira na história em 2015. Wards Denis Matusevich superou perfeitamente as etapas preliminares e semifinais da competição, selecionadas para a "Final 6" em Minsk, onde defenderam a honra do vôlei de Kemerovo, tornando-se os medalhistas de prata da competição. Durante o torneio, nossos jogadores venceram o Dynamo Moscow três vezes, venceram o forte Ural, Kazan Zenit-Kazan, e perderam por 1 a 3 para Belogorye na partida final.
A Copa da Sibéria e o Extremo Oriente de 2015 era esperada pelos fãs do Kuzbass com especial apreensão e emoção. Após o jogo na Taça da Vitória, esperava-se que a equipe de Kemerovo vencesse o principal torneio siberiano doméstico, mas, infelizmente, esse troféu não se submeteu novamente aos nossos jogadores de vôlei. Os prêmios de bronze ficaram fracos, mas, no entanto, um consolo para o desempenho do “Kuzbass” no campeonato das melhores equipes da parte Trans-Ural do país.
Na Taça da Rússia, o “Kuzbass” parou na fase preliminar da competição. A equipe de Denis Matusevich realizou o campeonato do país de forma desigual, jogando com diferenças. No entanto, os jogadores de vôlei do nosso clube completaram a tarefa principal da temporada - estavam entre os 8 melhores times da Super Liga. Vale ressaltar que, durante a temporada, pela primeira vez na história do clube Kuzbass, ele marcou pontos em absolutamente todos os jogos em casa, superando Novosibirsk Lokomotiv, Moscow Dynamo, Belgorod Belogorye em seu campo, em uma luta bela e vibrante. E um pouco Kemerovo não teve o suficiente para derrotar o campeão do país - Kazan “Zenit-Kazan”, pelo qual perdemos 2: 3. O bloqueador Mikhail Shcherbakov tornou-se novamente o melhor bloqueador no final do campeonato russo. E mesmo que o resultado final não tenha atingido o limite dos sonhos, um jogo de sucesso durante a temporada, principalmente em jogos em casa, forçou a administração do clube a manter a espinha dorsal de nossa equipe original e bonita. Anton Karpukhov, Romanas Shkuliavichus e Sergey Nikitin já tinham acordos com o clube, enquanto Makarov, Shcherbakov, Tavasiev, Kerminen e Shpilev assinam contratos com o Kuzbass.
A temporada 2015/2016 terminou com mais um amistoso de jogadores de vôlei Kuzbass com os torcedores do clube. Além disso, o clube Kemerovo superou a marca de 400 jogos oficiais em todas as competições da 22ª rodada com Belogorye, e Shcherbakov jogou seu 400º jogo pelo Kuzbass um pouco mais cedo (já que Misha também contava com jogos em torneios de pré-temporada, competições amistosas na Turquia e na Croácia). Além disso, como mencionado anteriormente, a equipe de Kemerovo marcou pontos em partidas com absolutamente todas as equipes da Super League. Portanto, a temporada como um todo pode ser reconhecida como interessante e útil, além de positiva, embora com reservas.
O período de entressafra de 2016 foi um dos mais interessantes da história do Kuzbass. Em primeiro lugar, a composição da equipe principal da Super Liga foi reabastecida ao mesmo tempo com dois alunos. O Libero Alexander Moiseev e o bloqueio de Ivan Ropavka, tendo recebido toda a prática necessária no nível juvenil, deram um salto qualitativo e conquistaram o direito de tentar a mão na equipe principal do nosso clube. Esses jogadores foram substituídos por Dmitry Shestak e Khachatur Stepanyan, que deixaram o time, que conseguiram se tornar seus ao longo dos anos de trabalho em Kuzbass. A equipe também deixou Nikolai Leonenko, Dmitry Krasilnikov e Alexander Krivets. A diagonal Maxim Zhigalov voltou ao seu país natal, “Belogorye”, pois havia encerrado um contrato de um ano com o clube. Em seu lugar, o Kemerovo Volleyball Club adquiriu o campeão olímpico Nikolai Apalikov, Jogador alemão experiente Sebastian Schwartz. E, claro, o sucesso foi a assinatura de contratos com os principais jovens talentos de nosso país - Pavel Pankov e Viktor Poletaev. Além disso, se Poletaev se juntou a Kuzbass em um contrato de locação de um ano, a transição do fichário de Pankov acabou completa. O restante do backbone da equipe foi salvo.
Além disso, as mudanças afetaram a equipe de coaching da equipe. Por questões de saúde, Denis Matusevich foi forçado a interromper o trabalho com a equipe, e o treinador principal do Kuzbass foi contratado pelo especialista finlandês Tuomas Sammelvuo, que veio a Kemerovo para trabalhar com seu parceiro de longa data na equipe nacional finlandesa, o técnico italiano Nicola Jolito. Sammelvuo jogou por muitos anos na Superliga Russa com o Novosibirsk Lokomotiv e o Kaliningrad Dynamo Yantar, e desde 2013 ele é o treinador da equipe nacional finlandesa. Jolito é conhecido por trabalhar com clubes russos - Lokomotiv (Novosibirsk), Ural (Ufa), Fakel (Novy Urengoy). 
A equipe começou a temporada com um torneio tradicional - a Copa da Sibéria e do Extremo Oriente, realizada em Novosibirsk. De acordo com seus resultados, Kuzbass se tornou o medalhista de bronze da competição. Na fase preliminar da Copa da Rússia, nossa equipe também passou sem problemas visíveis e confiantemente entrou na fase semifinal da competição. Mas Kuzbass não conseguiu entrar na "Final 6", já que os clubes de Moscou "Dynamo" e "MSTU", assim como o "Nova" de Novokuybyshevsk se tornaram rivais do grupo Kemerovo. Como resultado, o único ingresso para a "Final 6" foi para o "Dynamo" de Moscou, que levou em seu local uma etapa semifinal.
O campeonato da Super Liga Russa "Kuzbass" começou muito legal e confiante. Tendo descoberto na 2ª rodada da casa com o “Dínamo” de Moscou, os residentes de Kemerovo se seguraram permanentemente na metade superior da classificação. Tuomas Sammelvuo não desdenhou a rotação da composição, mas porque durante a temporada quase todos os jogadores contribuíram para o sucesso do time. As primeiras dificuldades dos moradores de Kemerovo ocorreram antes do ano novo, quando, devido a uma lesão, não pude ajudar a equipe em partidas com Lokomotiv Poletaev. Então nossos jogadores experimentaram a primeira recessão do jogo. No entanto, Kuzbass conseguiu entrar nas 6 equipes mais fortes da Super League após os resultados da temporada regular devido a bons jogos finais em casa. O jogo vencedor com "Novaya" finalmente garantiu aos jogadores de vôlei Kemerovo a 5ª linha após os resultados da temporada regular.
A temporada malsucedida de Kuzbass foi realizada por uma série de jogos de playoff com o Gazprom-Ugra de Surgut. Apesar do status de favorito e de uma vitória esmagadora por 3 a 0 no primeiro jogo em casa da série com até 2 vitórias, considerou-se que o rival Kuzbass nos playoffs era muito difícil e ambicioso. No jogo do playoff do Surgut, a equipe de Rafael Khabibullin se vingou com uma pontuação de 3: 1 e transferiu a série novamente para Kemerovo. E em 26 de abril, ocorreu uma partida decisiva entre as equipes na Arena. Infelizmente, o jogo para o nosso clube não deu certo desde o início. É por isso que os jogadores do Surgut conquistaram uma vitória chocante, mas merecida, se colocaram na "Final 6" da Super Liga e "Kuzbass" terminou a temporada na 7ª colocação, o que, com os planos anunciados para entrar na 5ª, parecia um fracasso franco.
No entanto, na temporada regular, a Taça de bronze da Sibéria e do Extremo Oriente, vitórias em casa sobre o Moscow Dynamo, TORCH, um thriller de cinco sets com Zenit Kazan, a introdução dos primeiros alunos da equipe juvenil Kuzbass-2 a estação não é tão triste. A assinatura de contratos de longo prazo no meio da temporada com Tuomas Sammelvuo, Nicola Jolito e a extensão do contrato de locação de Poletaev foram uma boa adição à espera do próximo campeonato.
Antes do início da temporada 2017/2018, Kuzbass manteve a espinha dorsal da equipe: Poletaev, Apalikov, Makarov, Karpukhov, Nikitin, Tavasiev, Kerminen, Moiseev e Ropavka permaneceram na equipe. Entre os novatos do time, estão experientes e chamados de fichário Igor Kobzar, campeão olímpico Dmitry Ilinykh, jovem e promissor jogador Yaroslav Podlesnykh, além da diagonal produtiva Vitaly Vasilyev. Para substituir o mascote ao vivo da equipe - Mikhail Scherbakov, que partiu para o Novosibirsk Lokomotiv, um dos bloqueadores mais fortes da Europa foi convidado, Dmitry Pashitsky, que se declarou ativamente nos campeonatos polonês e francês. Com base na seleção da equipe, muitos especialistas observaram que essa composição pode se tornar uma das mais interessantes da história da equipe.
A primeira metade da temporada foi contraditória para Kuzbass. Grandes vitórias na Super Liga e etapas confiantes na Copa da Rússia foram substituídas pelas não mais vivas derrotas em casa no campeonato russo. No entanto, o primeiro sucesso da equipe ocorreu em dezembro. "Kuzbass" na semifinal em casa da Copa da Rússia selecionado na "Final 4" em Belgorod. E de 2 a 3 de dezembro se tornou o principal fornecedor de sensações em competições cruciais. Primeiro, nas semifinais em três jogos, os anfitriões da "Final 4" foram derrotados. Depois disso, "Kuzbass" jogaria a Copa da Rússia com a equipe mais titulada do país - Kazan "Zenith-Kazan". Um dos melhores encontros de toda a temporada na Rússia ocorreu em uma luta extremamente teimosa e, durante muito tempo, o Kuzbass manteve todos os que assistiram esse jogo na ponta dos pés, se preparando para apresentar uma grande sensação. Mas a vasta experiência e habilidade da equipe de Kazan em um momento decisivo desempenhou um papel importante, e nossos jogadores de vôlei tiveram que experimentar as medalhas de prata da Copa da Rússia de 2017 em seus pescoços. Este resultado foi uma repetição do melhor desempenho na Copa da Rússia. No início, a prata deste torneio "Kuzbass" levou em 2011.
Na Super Liga, a equipe de Tuomas Sammelvuo não continuou tão inequivocamente quanto os fãs gostariam. Até o final da temporada regular, o “Kuzbass” continuava equilibrado a ponto de chegar aos playoffs, e somente nas últimas rodadas foi possível garantir um acerto no top 8. Nas quartas de final, "Kuzbass" teve que lutar em uma série de três jogos para duas vitórias com Belgorod "Belogorye". Curiosamente, após o sucesso na semifinal da Copa da Rússia, o “Kuzbass” conseguiu derrotar os jogadores do Belgorod mais uma vez - na partida da rodada 23 da Super Liga. E, como se viu, isso formou um certo complexo para Belogorye em jogos com Kuzbass nesta temporada. O primeiro jogo das quartas de final, "Kuzbass", passou na estrada e terminou com outra derrota convincente de "Belogorye", embora o status de favorito pertencesse à equipe de Belgorod. Após esse sucesso, Kuzbass estava determinado a consolidar seu sucesso e fazer uma saída histórica para a semifinal da Super League em seu site, que as alas de Tuomas Sammelvuo conseguiram. 16 de março de 2018 "Kuzbass" derrotou "Belogorye" por 3 a 0 em casa e pela primeira vez em sua história entrou nas quatro melhores equipes da Super League, garantindo simultaneamente a participação em competições europeias para a próxima temporada.
Nos demais jogos da temporada, o “Kuzbass” tentou disputar um ingresso para a Liga dos Campeões e medalhas do campeonato russo, mas nas semifinais com o “Zenit-Kazan”, nos jogos pelo 3º lugar com o “Dynamo” de Moscou, a experiência dos rivais afetados nos momentos certos, e eles ganhou vitórias. Portanto, de muitas maneiras, o resultado lógico foi o quarto lugar do Kuzbass na temporada 2017/2018, que, em combinação com as medalhas de prata da Copa da Rússia de 2017 e um ingresso para a Copa EKV da temporada 2018/2019, deu ao clube o melhor resultado de sua história. 
O melhor resultado de sua história foi mostrado pela equipe de jovens do Kuzbass-2. As alas de Denis Matusevich na temporada 2017/2018 venceram a Copa da Sibéria e do Extremo Oriente e também se tornaram medalhistas de prata da Copa da Rússia. Em 5 de maio de 2018, o clube de vôlei Kuzbass completou 10 anos de atividade.Na opré-temporada manteve a espinha dorsal da equipe - contratos com Anton Karpukhov, Inal Tavasiev, Sergey Nikitin, Dmitry Pashitsky foram prorrogados. Além disso, Igor Kobzar, Yaroslav Podlesny, Lauri Kerminen, Vitaly Vasiliev, Alexander Moiseev e Victor Poletaev permaneceram em vigor. No final da temporada 2017/2018, Sergey Makarov, Nikolai Apalikov e Dmitry Ilyinykh deixaram o clube Kemerovo. Após uma temporada, o veterano de Kuzbass bloqueando Mikhail Shcherbakov voltou para a equipe. Entre os novatos na equipe estão os alunos do sistema Zenit Kazan, o dublador Semyon Dmitriev e o bloqueio de Ivan Demakov, bem como o aluno do vôlei de Novosibirsk - conectando Ivan Lukyanenko.
Na entressafra, cinco jogadores do Kuzbass foram convocados para a seleção russa. Como parte da equipe nacional do país, Igor Kobzar, Victor Poletaev, Anton Karpukhov e o massoterapeuta Sergey Osipov venceram o primeiro torneio de todos os tempos - a Liga das Nações, que substituiu a Liga Mundial. E em setembro, Viktor Poletaev defendeu a diagonal do nosso clube na Copa do Mundo nas cores da seleção russa.O encontro de Kuzbass na pré-temporada foi realizado na Finlândia. Por duas semanas, jogadores de vôlei do Kemerovo, sob a supervisão do técnico Tuomas Sammelvuo, treinaram no Centro Olímpico de Kuortan. Então eles voltaram para Kemerovo, onde continuaram os preparativos para a temporada 2018/2019. Antes do início, os jogadores da equipe, juntamente com os fãs, desembarcaram no parque para eles. V. Voloshina 10 abetos, em homenagem ao 10º aniversário do clube.
A primeira partida de Kuzbass na próxima temporada foi a Copa da Sibéria e do Extremo Oriente. Vale ressaltar que o técnico Tuomas Sammelvuo, os legionários da equipe, bem como os membros da seleção russa não participaram desta partida, todos jogaram na Copa do Mundo. No KSiDV final, "Kuzbass" venceu Novosibirsk "Locomotive" e, pela primeira vez em sua história, ganhou o troféu.Após o qual a equipe começou sua atuação na fase preliminar da Copa da Rússia. Kuzbass jogou duas rodadas em Grozny e Belgorod e chegou às meias-finais do torneio. Na semifinal do grupo B, que ocorreu em Surgut, os jogadores de vôlei do Kemerovo contornaram o desafiante mais próximo Belgorod "Belogorye" e alcançaram a "Final Four" da Copa do país, que estava marcada para os dias 14 e 15 de dezembro em Kazan.
Quanto à temporada regular, Kuzbass começou com uma vitória em casa "seca" sobre o Krasnoyarsk Yenisei. Após duas rodadas em Kemerovo, uma equipe liderada por Tuomas Sammelvuo partiu em uma viagem de 40 dias. Por várias temporadas, especialistas e fãs chamaram Kuzbass de um time em casa, mas no início da temporada 2018/2019, o clube Kemerovo provou que pode ganhar vitórias tanto com seus fãs quanto fora.
No final de novembro de 2018, o Kuzbass estreou-se na EKV Cup, iniciando a apresentação na fase final de 1/16, onde o Bielo Pole do Montenegro se tornou o rival do clube Kemerovo. Nas finais de 1/8, Kuzbass derrotou o polonês Olsztyn e, nas quartas de final, eliminou a equipe finlandesa da Ford Store Store Levorant Sastamala da luta pela Copa da Europa. A primeira partida da semifinal foi realizada pelos jogadores de vôlei do Kemerovo no início de março contra o turco "Galatasaray", depois de vencer por 3 a 1 na quadra de sua casa. Na segunda mão em Istambul, para chegar à final, Kuzbass precisava vencer apenas dois sets, mas o Galatasaray venceu - 3: 1 e também se mostrou mais forte no set "dourado". Com isso, Kuzbass completou o desempenho na Copa da Europa de 2018.
Na Super Liga, o time de Tuomas Sammelvuo fez muito, como resultado - a maior parte da temporada Kuzbass esteve entre os clubes mais fortes do campeonato russo.Em dezembro de 2018, Kuzbass foi para Kazan, onde nossa equipe enfrentou uma luta pela Copa da Rússia. O quarteto de candidatos ao prestigiado troféu também incluiu a Novy Urengoy TORCH e dois Zenit em São Petersburgo e Kazan. Kuzbass e TORCH perderam as semifinais e o clube Zenit-Kazan se tornou o proprietário da Copa da Rússia em 2018.
Algumas rodadas antes do final da temporada regular, Kuzbass garantiu o segundo lugar final. Durante a temporada, os jogadores de vôlei do Kemerovo foram derrotados em cinco partidas - duas vezes de Kazan "Zenith", uma vez de "TORCH", "Zenith" de São Petersburgo e na 26ª rodada final da Ufa "Ural". De acordo com os resultados da temporada regular, o time tem 21 vitórias e 61 pontos. O primeiro lugar foi conquistado por Kazan "Zenith", que conquistou 25 vitórias e conquistou 74 pontos na classificação.
Na série dos playoffs das quartas de final, Kuzbass teve que lutar na série por duas vitórias com o Moscow Dynamo, que ficou em sétimo lugar na temporada regular. Para chegar às semifinais, a equipe de Tuomas Sammelvuo foi suficiente em duas partidas. Nas semifinais, o rival do clube Kemerovo era o atual medalhista de prata do campeonato nacional em São Petersburgo, o Zenit. E nesta série de até dois, Kuzbass realizou duas reuniões e, pela primeira vez na história, chegou à final do campeonato nacional, conquistando pelo menos medalhas de prata.
Na final dos playoffs do campeonato russo, dois clubes mais fortes se encontraram de acordo com os resultados do campeonato regular - o atual campeão do país, Kazan "Zenith" e Kemerovo "Kuzbass". A série final de até três vitórias começou com dois jogos em Kazan, onde os jogadores de vôlei Kemerovo se tornaram os autores da sensação duas vezes, tendo conquistado duas vitórias - 3: 0, 3: 1. Após o que a série retornou a Kemerovo, no terceiro jogo, as alas de Vladimir Alekno foram capazes de vencer. Em 8 de maio, a quarta partida da série final ocorreu na SRK Arena, na qual Kemerovo Kuzbass venceu e, pela primeira vez na história, conquistou o título russo da temporada 2018/2019 e um ingresso para a Liga dos Campeões.

## Títulos e resultados

### Campeonatos nacionais
Campeonato Russo
- Campeão (1x): 2018-19

 Copa da Rússia
- Vice-campeão (2x): 2011, 2017

 Supercopa Russa
- Campeão (1x): 2019

## Elenco atual
Atletas selecionados para disputar a temporada 2021-22: 
 Técnico:  Igor Juričić
| Camisa | Nome                   | Posição    | Nacionalidade |
| ------ | ---------------------- | ---------- | ------------- |
| 1      | Aleksey Obmochaev      | líbero     | russo         |
| 3      | Anton Karpukhov        | ponteiro   | russo         |
| 5      | Vladimir Sieemshchikov | central    | russo         |
| 6      | Evgeny Sivozhelez      | ponteiro   | russo         |
| 7      | Petar Krsmanović       | central    | sérvio        |
| 8      | Roman Pakshin          | ponteiro   | russo         |
| 9      | Vitaly Papazov         | oposto     | russo         |
| 10     | Alexandr Markin        | ponteiro   | russo         |
| 11     | Egor Krechetov         | levantador | russo         |
| 12     | Mikhail Shcherbakov    | central    | russo         |
| 15     | Inal Tavasiev          | central    | russo         |
| 21     | Aleksandr Butko        | levantador | russo         |
| 22     | Alexander Moiseev      | líbero     | russo         |